# Syrische literatuur
Syrische literatuur is literatuur geschreven in het Syrisch, een Oost-Aramese dialect. Het grootste deel van de klassieke Syrische literatuur is christelijk. Er bestaan voorchristelijke inscripties van de eerste eeuw. Vanaf de derde eeuw werd Syrisch de taal van de Syrisch-Orthodoxe Kerk en Nestoriaanse kerk.
De vroegste christelijke literatuur waren Bijbelvertalingen zoals de Peshitta en de Diatessaron. De vierde eeuw wordt beschouwd als de gouden eeuw van de Syrische literatuur. Twee reuzen uit deze tijd waren Aphrahat die homilieën schreef voor de Perzische Kerk en Ephrem de Syriër, die hymnen, poëzie en proza schreef voor de kerk in het Romeinse Rijk. De volgende twee eeuwen brachten belangrijke Syrische poëten en theologen voort zoals Jacobus van Sarug, Narsai, Philoxenus van Mabbug, Babai de Grote, Isaak van Nineve en Jacob van Edessa.
De komst van de islam en de verspreiding ervan in het Midden-Oosten was goed voor de Syrische literatuur. De hellenisering van het Syrisch, die van de derde tot en met de zesde eeuw krachtig was geweest, werd een halt toegeroepen en een gouden tijdperk brak aan vanaf de negende eeuw. De aard van de werken werd meer encyclopedisch en scholastisch door toedoen van Bijbelcommentatoren als Ishodad van Merv, Dyonisius Bar Salibi en vooral de dertiende-eeuwse veelzijdige geleerde Bar-Hebraeus.
De bekering van de Mongolen tot de islam bracht moeilijkheden en verval voor de Syrische literatuur. Nochtans is er een voortdurende stroom van Syrische literatuur geweest vanaf de veertiende eeuw tot nu. Deze Syrische literatuur bouwt voort op de traditie en heeft ook invloed op de minder homogene spreektaal. In de zeventiende eeuw bloeide de school van Alqosh in Noord-Irak. Dit leidde tot een meer unieke variant van het Sureth. In de negentiende eeuw werden er drukpersen geïnstalleerd in Urmia, Noord-Iran. Dit leidde tot het 'algemeen Urmisch Aramees', het neo-Aramese Sureth. Andere neo-Aramese gesproken varianten als Turoyo en Senaya volgden hetzelfde voorbeeld. Klassiek Syrisch wordt nog steeds onderwezen in abdijen en de traditie wordt dus voortgezet.